# Saghalu
Saghalu ist ein Ort und eine administrative Einheit (Distrikt) des unabhängigen Inselstaates der Salomonen im südwestlichen Pazifischen Ozean.

## Geographie
Saghalu bildet zusammen mit Tandai den Verwaltungsbezirk Northwest Guadalcanal im äußersten Nordwesten der Insel Guadalcanal. Im Südwesten grenzt er an den Distrikt Savulei.
Der Distrikt ist spärlich besiedelt. Die Orte konzentrieren sich auf die Küste. Die bedeutendsten sind Tina im Nordwesten, sowie Tambea an der Nordspitze der Insel.
Im Zentrum und im Süden erheben sich die Berge Mount Esperance (582 m), Mount Paru (674 m), Mount Popori (941 m), Mount Sambaha (726 m), Choilo (479 m), Mount Tangi (445 m). Im Distrikt ist das Vilu Military Museum in Lenggakiki eine Touristenattraktion.

## Klima
Das Klima ist tropisch, die durchschnittliche Tagestemperatur liegt bei gleichbleibend 28 Grad Celsius, die Wassertemperaturen bei 26 bis 29 Grad. Feuchtere Perioden sind vorwiegend zwischen November und April, diese sind aber nicht sehr ausgeprägt. Die durchschnittliche Niederschlagsmenge pro Jahr liegt bei 3000 mm.